# Shangri-La-Dialoog

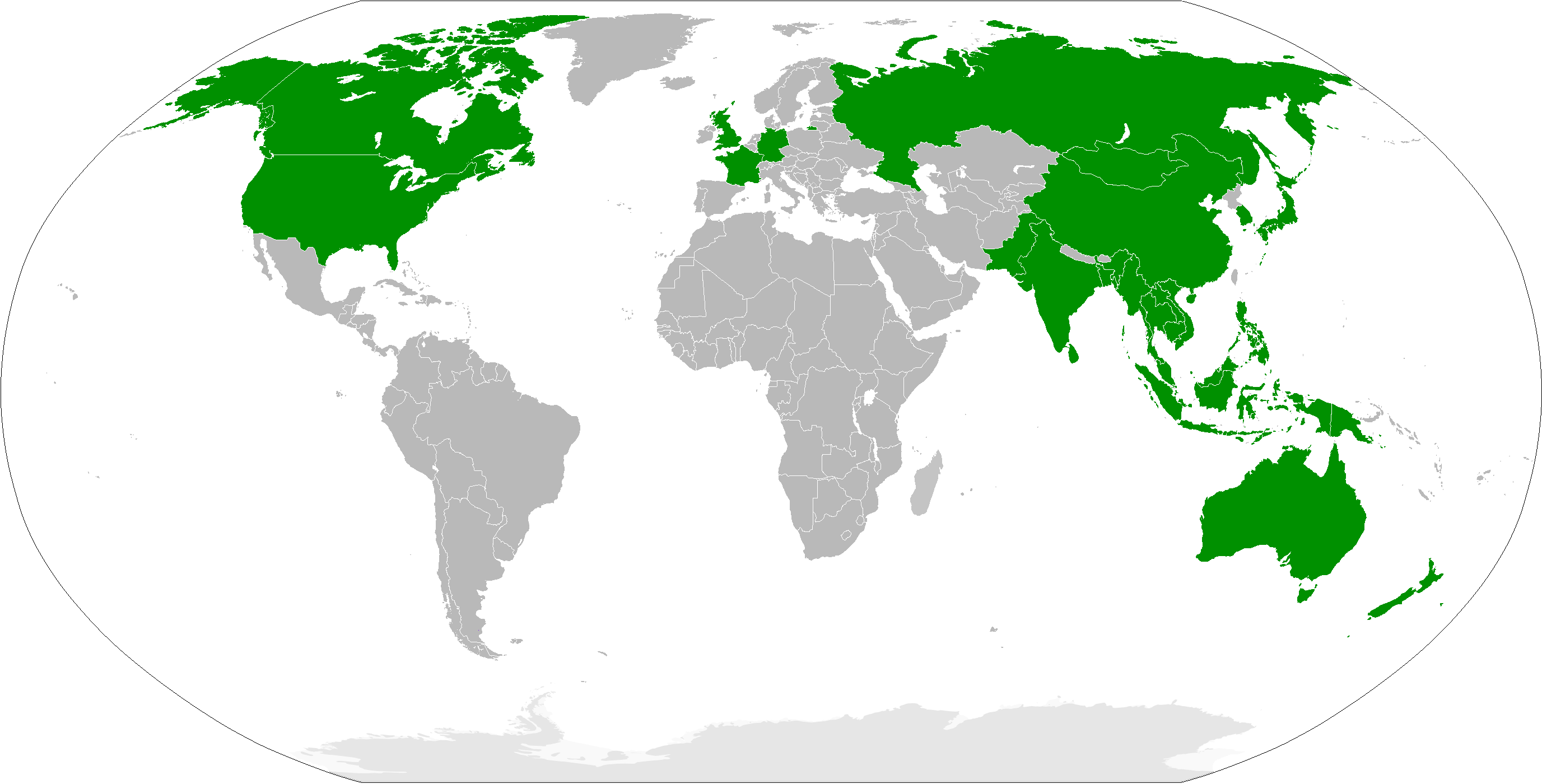
Deelnemende landen (2010).

De Shangri-La-Dialoog (SLD) is de belangrijkste veiligheidsconferentie in de regio Azië-Stille Oceaan. De jaarlijkse bijeenkomst wordt georganiseerd door het Internationaal Instituut voor Strategische Studies (IISS), een van 's werelds belangrijkste denktanks. De naam is afgeleid van het eerste evenement in 2002 in het Shangri-La Hotel in Singapore.
Onder de regelmatige deelnemers zijn staatshoofden, ministers en toppolitici, ambassadeurs, hoge militaire officieren, veiligheidsdeskundigen, vertegenwoordigers van internationale organisaties, de academische wereld en de wapenindustrie. Het doel van de telkens drie dagen durende besprekingen is een dialoog over het veiligheids- en defensiebeleid tussen belangrijke actoren in de regio te ontwikkelen en te modereren. Als discussieplatform voor het veiligheidsbeleid is de Shangri-La-Dialoog voor de regio Azië-Stille Oceaan vergelijkbaar met het belang van de Veiligheidsconferentie van München voor Europa.

## Bijeenkomsten
- 2023: 2-4 juni 2023
- 2022: 10-12 juni.[1]